# كارنال
كَرنال أو (نقحرة: كارنال) رمزها «KR» (بالإنجليزية: Karnal)‏ ، هو تقسيم إداري لدولة الهند تتبع ولاية هَريانة (بالإنجليزية: Haryana)‏ ، مركزها هو مدينة كَرنال (بالإنجليزية: Karnal)‏ عدد سكانها حسب تعداد سنة 2001 هو 1,274,843 ، مساحتها 2,471 كم² وكثافة السكان 516 لكل كم² .

## أعلام
- لياقت علي خان
- كالبانا تشاولا
- سودش بيري

## وصلات خارجية
- التعداد السكاني للهند
- الموقع الرسمي